# تسيبورا شاريت

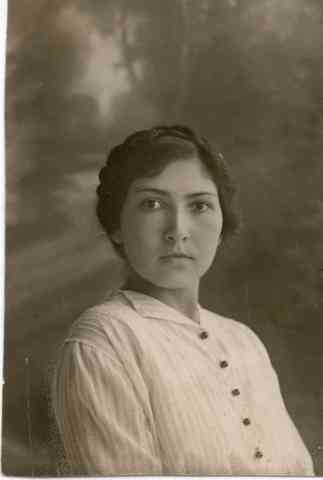
تسيبورا مائيروف، 1918

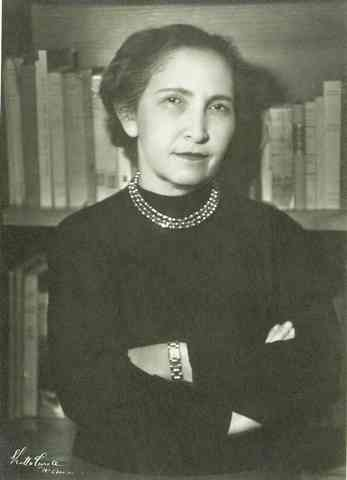
تسيبورا شاريت، 1952

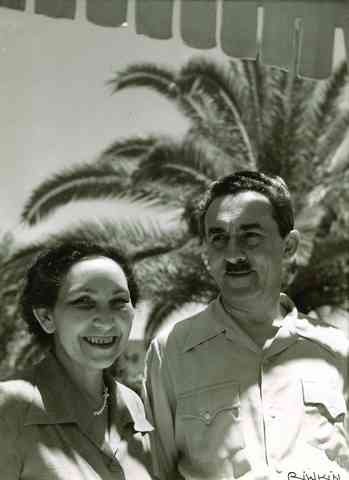
تسيبورا وموشيه شاريت في مكتب وزير الخارجية في تل بنيامين، رمات غان، 1953

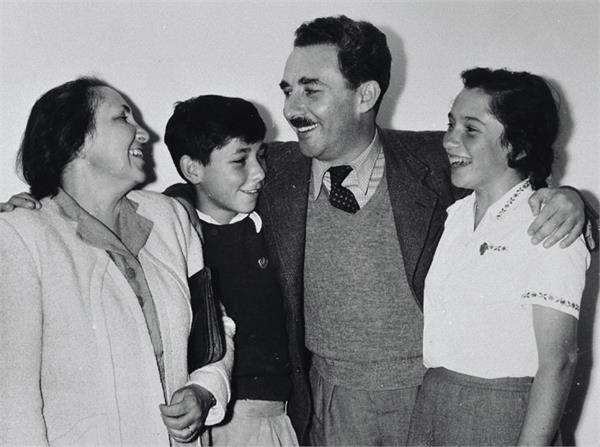
من اليمين إلى اليسار: يائيل، موشيه، حاييم وتسيبورا شاريت، ١٩٤٦

تسيبورا شاريت (باللغة العبرية: צפורה שרת; مولودة بلقب «مائيروف» Meirov) (12 August 1896 – 30 September 1973)  كانت زوجة ثاني رئيس وزراء لإسرائيل، موشيه شاريت.
ولدت في دفينسك، وهي مدينة كانت تحت سيطرة الإمبراطورية الروسية وقت ولادتها وهي الآن تابعة لدولة لاتفيا. وفي عام 1912 هاجرت إلى فلسطين مع عائلتها. وأثناء دراستها في المدرسة الثانوية العبرية التقت بموشيه شاريت، الذي كان أحد قادة اليشوف والذي أصبح فيما بعد ثاني رئيس وزراء لإسرائيل وأول وزير خارجية لها، وتزوجا في عام 1922.
وكانت تسيبورا تمثل لزوجها شريكة ومساندة في جميع قراراته، ودعمته في جميع أنشطته الدبلوماسية والسياسية حتى وفاته عام 1965. وتوفيت عام 1973.

## حياتها المبكرة
ولدت تسيبورا مائيروف عام 1896 لأب هو يهودا مائيروف وفريدا (مولودة بلقب مائيروفيتش) في دفينسك بمنطقة فيتيبسك بالإمبراطورية الروسية (وهي الآن دوجافبيلس، في جمهورية لاتفيا) - وهي مدينة كان نصف سكانها في ذلك الوقت من اليهود. وكان والدها من أعضاء منظمة «أحباء صهيون». ولم تتلق تسيبورا تعليما ابتدائيا عندما كانت طفلة. ولها شقيق أصغر هو شاؤول أفيغور، وشارك في معركة تل هاي، حيث كان أحد قادة ميليشيا الهاجاناه اليهودية، وقائداً لمنظمة «موساد ليعاليا بيت» معظم سنوات وجودها، وهي أحد فروع منظمة الهاجاناه وتختص بتسهيل هجرة اليهود إلى فلسطين تحت الانتداب البريطاني، وكان أيضا نائباً لوزير الدفاع خلال حرب فلسطين 1947-1949 ورئيسا لمنظمة ناتيف.
هاجرت إلى فلسطين عام 1912 بمعرفة قليلة جدا باللغة العبرية. واستقرت عائلتها في تل أبيب - يافا، وبدأت تسيبورا دراستها في المدرسة الثانوية العبرية. وخلال دراستها في الثانوية العبرية، التقت بزوجها المستقبلي موشيه شاريت، والذي كان في ذلك الوقت طالبًا، وسيصبح فيما بعد شخصية دبلوماسية رفيعة وثاني رئيس وزراء لإسرائيل. وكانت على معرفة بكل من دوف هوز وإلياهو غولومب، وهم أصدقاء شاريت المقربين، وقربها من الثلاثي جعلها شريكة في النضال السياسي والدبلوماسي من أجل إقامة دولة إسرائيل منذ فجر شبابها. وتنعكس هذه الشراكة في حياتها مع شاريت، والتي توجت بدورها كزوجة لرئيس وزراء إسرائيل. 
توثقت العلاقة بين مائيروف وشاريت لأول مرة خلال رحلة نظمتها المدرسة الثانوية للطلاب، وكان ذلك في عيد الفصح عام 1913 في الخليل. وبعد سنوات قليلة، عندما كان شاريت يدرس اللغة التركية، كانت مائيروف إحدى طلابه، وبالتالي أصبحت العلاقة بين الاثنين أقوى. وبعد التعرف على بعضهم البعض بشكل أعمق، بدءا في «المواعدة بانتظام». 
في عام 1919، انضمت مائيروف إلى مجموعة كينريت التي كان شقيقها شاؤول عضوًا فيها. وكانت أحد أعضاء كفوتسات هاشيشيم ("جموعة الـ 60)، التي كانت تعمل في الأعمال الزراعية والمقاولات، بما في ذلك تجفيف مستنقع وادي الأردن وزراعة أشجار الأوكالبتوس. 

## زواجها من موشيه شاريت
في عام 1921، تزوجت شقيقتا شيرتوك (المعروف لاحقًا باسم «شاريت»)، آدا وريفكا، من أقرب أصدقائه - دوف هوز وإلياهو غولومب وهما صديقاه من أيام المدرسة الثانوية وكذلك منظمة «هيستادروت ميتسومتسيميت» وأحد مؤسسي الهاغاناه. انتظر شاريت عامًا آخر قبل أن يطلب يد تسيبورا، التي كانت صديقته منذ مراهقته.

## بعد الزواج
بعد عدةأشهر من زواجها، بدأت تسيبورا دراسة الزراعة في كلية ريدينغ، الواقعة على بعد ساعتين من لندن، حيث تخصصت في مجال صناعة الألبان. ووفقًا لأطفالها، فقد أرادت دراسة الطب، لكن الظروف في ذلك الوقت دفعتها إلى دراسة الزراعة بدلاً من ذلك. وبسبب الوضع المالي المتدهور للزوجين، فنادرًا ما كانا يتلاقيان، وإذا حدث ففي خلال العطلات الدراسية.
وبعد أن عاد الزوجان إلى فلسطين عام 1925، عادت تسيبورا إلى عملها في الزراعة. وكانت تدير «ميشيك هابوعالوت» وهي مزرعة في «ناحالات يهودا» وكانت نشطة في مجلس عمال تل أبيب. وبعد ذلك بعامين في عام 1927، أنجبت ابنهما الأكبر يعقوب. وبعد الولادة تركت العمل وتفرغت لعائلتها وأطفالها. وولدت ابنتها يائيل عام 1931 وابنها حاييم عام 1933.

## زوجة سياسي
وضع دخول زوجها عالم السياسة نهاية لحلم تسيبورا المهني، وكرست نفسها تمامًا لكل ما يتطلبه هذا النوع من الحياة جنبًا إلى جنب مع زعيم حزبي ورجل دولة. ولم تشارك مع زوجها بدور رمزي كمضيفة لأصدقاء وزملاء زوجها، بل أنها أصبحت في تلك السنوات شريكة ومستشارة لزوجها في عمله الدبلوماسي والسياسي.وكان
وكان شاريت في أغلب الأحيان يتغيب عن البلاد لفترات تمتد أسابيع وحتى شهورا، بصفته رئيسا للدائرة الدبلوماسية في الكالة اليهودية، وكانت العلاقة بينه وبين زوجته تتلخص في تبادل رسائل الحب بينهما. 
وفي أكتوبر 1942 في خضم الحرب العالمية الثانية، سافر شاريت إلى طهران في مهمة تابعة للوكالة اليهودية ومنظمة "عاليات هانوعار للمساعدة في إنقاذ حوالي 900 طفل يهودي يتيم من بولندا تجولوا في أوروبا الشرقية هاربين من أهوال الحرب (المعروفين باسم "أطفال طهران"). وكرئيس للدائرة الدبلوماسية في الوكالة اليهودية، شارك شاريت في جهود إنقاذهم، ثم ظهرت في ذهنه فكرة إرسال زوجته إلى البعثة، وقبلت بالمهمة بحماس.  ووصلت إلى طهران بهدف إدارة دار الأيتام المسماة "بيت الطفل اليهودي" مع مجموعة من "الهالوتسيم" الذين جاءوا مع اللاجئين اليهود الأكبر سنًا. ولم يتم إصدار تأشيرات دخول إلى إيران لأي مبعوثين آخرين من إسرائيل. وأدارت تسيبورا شاريت دار الأيتام في ظل ظروف مادية صعبة، خاصة في المواد الغذائية، والتي شهدت أزمة نقص في مختلف أنحاء إيران، وبذلت جهودا دؤوبة لإنقاذ المزيد من الأطفال من أيدي الكهنة والراهبات.
في 29 حزيران / يونيو 1946، يوم وقعت أحداث ما يعرف بـ «السبت الأسود»، والتي اعتقلت خلالها سلطات الانتداب البريطاني في فلسطين زوجها مع جميع قادة اليشوف (وهم سكان فلسطين من اليهود قبل إقامة الدولة العبرية)، ونُقلوا إلى معتقل اللطرون. وأثناء احتجازه في اللطرون، كان دور تسيبورا متمثلا في أن تكون حلقة وصل بينه وبين إدارة الوكالة اليهودية في القدس وخارجها.
وفي يناير 1947 وبعد شهرين من إطلاق سراحه من اللطرون، سافر شاريت لفترة طويلة إلى الولايات المتحدة كجزء من عمله في الدائرة الدبلوماسية بالوكالة اليهودية. وانضمت إليه فيما بعد زوجته وكذلك أولادهما حاييم ويائيل.
وفي عام 1947، أضافت شاريت أيضًا إلى أنشطتها التطوعية نشاطها كعضو في مجلس إدارة أكاديمية القدس للموسيقى والرقص، حيث حاولت المساعدة بقدر ما تستطيع، لا سيما في الحصول على الدعم المالي والمعنوي لتلك المؤسسة. وشغلت هذا المنصب من يوم تعيينها حتى يوم وفاتها عام 1973. 
على عكس سابقتها بولا بن غوريون زوجة أول رئيس وزراء إسرائيل ديفيد بن غوريون، فقد شاركت تسيبورا منذ مرحلة مبكرة في النشاط العام والتطوعي، وهو عمل استمرت تقوم به حتى عندما أصبحت زوجة لرئيس الوزراء. وبذلك شكلت سابقة اتبعتها جميع زوجات رؤساء الوزراء تقريبًا في الفترات اللاحقة.

## زوجة رئيس وزراء إسرائيل
كان تولي تسيبورا لمهام زوجة رئيس وزراء إسرائيل سلسًا نسبيًا في ضوء خبرتها الواسعة كزوجة رئيس الدائرة السياسية في الوكالة اليهودية (1933-1948) وكزوجة وزير الخارجية (1948-1954). وعلاوة على ذلك، فإن سابقتها في المنصب، بولا بن غوريون، لم تترك وراءها أي إرث سلوكي كان من الممكن أن تتبناه تسيبورا.
في 26 يناير 1954، انتُخِب زوجها موشيه شاريت رئيسًا للوزراء وبدأت تسيبورا في تأدية مهامها كزوجة لرئيس الوزراء. ولم يؤثر التغيير في مكانة زوجها على طبعية العلاقة بينه وبينها وظلت شريكة ومستشارة في جميع شؤونه السياسية. ورافقته في اجتماعات مهمة في الكنيست وحزب الماباي كما ساعدته في كتابة الخطب، وكانت تمنحه الدعم دائماً. وعلى سبيل المثال، في مارس 1954، طُلب من شاريت تقديم نعي للبارون إدموند جيمس دي روتشيلد في الكنيست الذي انعقد بكامل هيئته. فقامت تسيبورا بكتابة خطاب التأبين بعد أن فشل شاريت في القيام بذلك.
وبالتوازي مع عملها التطوعي بين المهاجرين الجدد، واصلت تسيبورا عملها العام في العديد من المنظمات، وهو عمل بدأ حتى قبل أن تصبح زوجة رئيس وزراء إسرائيل. وفي 7 مارس 1955، نظمت احتفالات بعيد الفور اليهودي في المعبروت وفي قرى في منطقة ممر القدس.

## زوجة رئيس وزراء سابق
بعد أن أجبر زوجها على ترك منصبه كرئيس للوزراء، استمر في شغل منصب وزير الخارجية حتى يونيو 1956. وكانت هذه الأشهر صعبة للغاية على موشيه شاريت بسبب علاقته القاتمة والصعبة مع ديفيد بن غوريون. ومرة أخرى وجد آذانا صاغية واهتماما ودعما من تسيبورا. فعلى الرغم من شخصيتها الهادئة والمتواضعة، لم تتردد تسيبورا في التعبير عن رأيها في منافس زوجها اللدود، الذي اعتزل الحياة السياسية. ومثال على ذلك كان رد فعلها على عملية أوراق الزيتون، التي بدأها بن غوريون في ديسمبر 1955، عندما كانت هي وزوجها في الولايات المتحدة. وعند عودتها إلى إسرائيل، انتقدت تسيبورا بشدة مساعدي بن غوريون المقربين، إسحاق نافون وتيدي كوليك.
وعلى مدي الشهور، أصبح مزاج موشيه شاريت سيئًا بشكل متزايد، وازداد اعتماده على زوجته. وفي سبتمبر - نوفمبر 1956، وعلى الرغم من أنه لم يكن يشغل أي منصب رسمي، شرع موشيه شاريت في زيارة رسمية إلى مناطق جنوب شرق آسيا والشرق الأقصى نيابة عن الحكومة الإسرائيلية بهدف إقامة علاقات دبلوماسية مع مختلف الدول الآسيوية. ووثق شاريت الرحلة تلك في كتاب بعنوان «ماشوت بآسيا» وأهداه إلى زوجته تسيبورا «التي دوَّن من خلال الرسائل الموجهة إليها بعض فصول هذه اليوميات المسجلة». وأثناء إقامته في آسيا، أكد شاريت مرارًا وتكرارًا على آثار عدم وجود تسيبورا - فقد كتب في كتابه: «مرة أخرى أفتقد تسيبورا كثيرًا، التي لم تغب عن عقلي وأفكاري خلال جولتي الرائعة التي قمت بها».

## أيامها الأخيرة

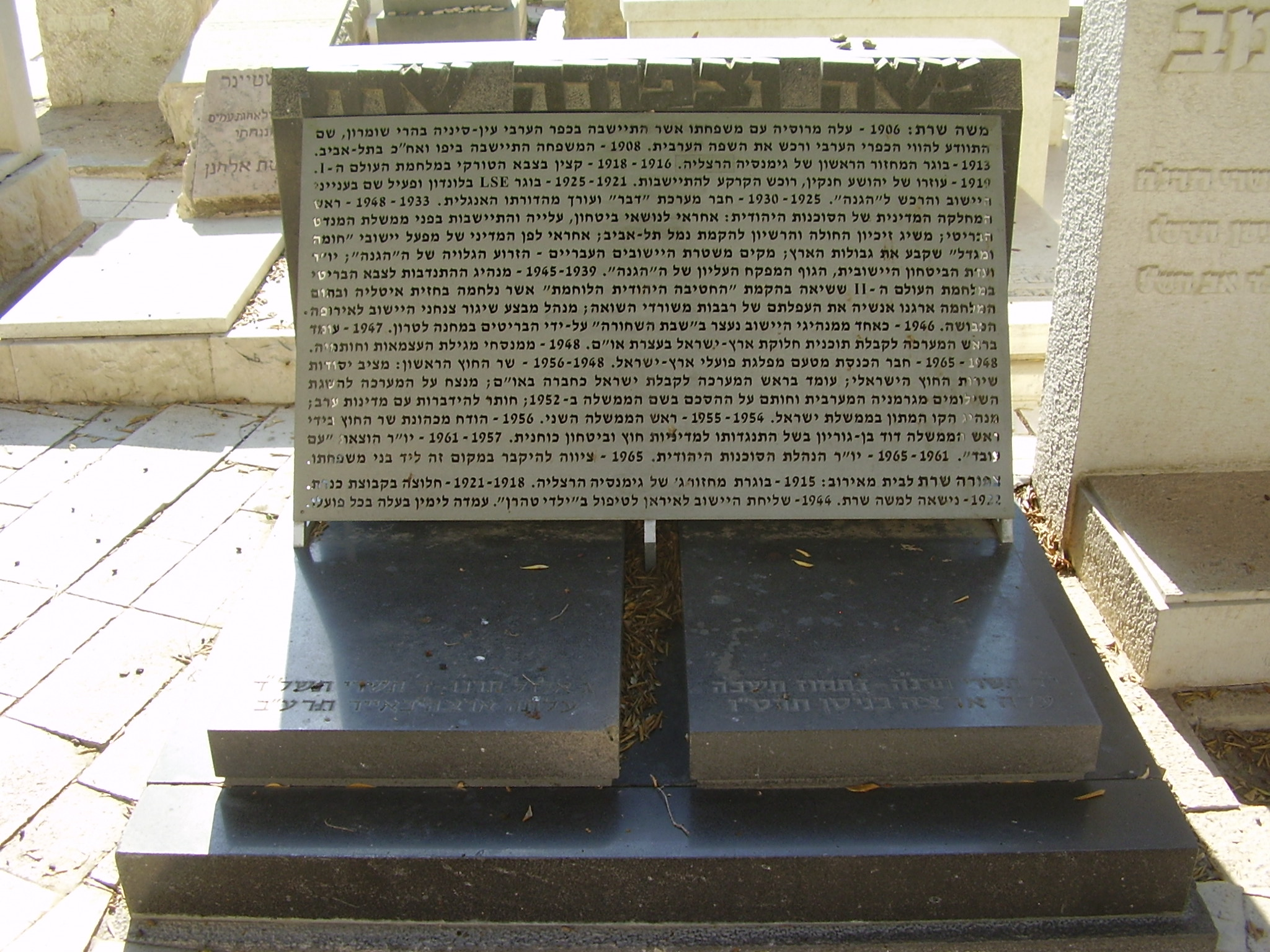
قبرا تسيبورا وموشيه شاريت

في السنوات التي أعقبت وفاة زوجها عام 1965، ابتعدت تسيبورا تمامًا عن الظهور على المناسبات العامة. والمرة الوحيدة التي شوهدت فيها علنا بعد وفاة زوجها كانت في عام 1970، عندما حصلت على وسام الشرف من بلدية القدس. وفي السنوات التالية، تدهورت صحتها وتوفيت في 30 سبتمبر 1973 عن عمر يناهز 77 عامًا في مركز تل أبيب سوراسكي الطبي في مدينة تل أبيب. ودفنت بجوار زوجها في مقبرة ترومبلدور.